# Nevermannister anomoiopus
Nevermannister anomoiopus är en skalbaggsart som beskrevs av August Reichensperger 1938. Nevermannister anomoiopus ingår i släktet Nevermannister och familjen stumpbaggar. Inga underarter finns listade i Catalogue of Life.